# Andrij Mochnyk
Andrij Volodymyrovytj Mochnyk (ukrainska: Андрій Володимирович Мохник) är en ukrainsk politiker medlem av Svoboda och var tillförordnad miljöminister i Ukraina mellan 27 februari och 12 november 2014.
Mochnyk är utbildad byggnadsingenjör, men skolade om och tog en juristutbildning. Han är från Vinnytsia oblast sydväst om Kiev.